# Cramer (Adelsgeschlecht)

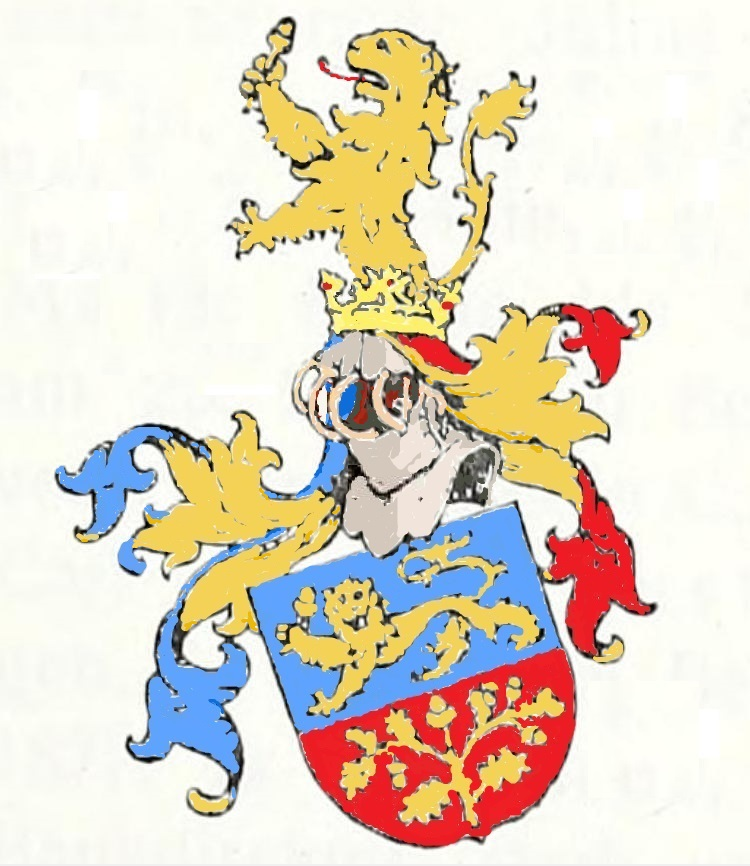
Wappen derer von Cramer 1742

Cramer (auch Kramer) ist der Name eines niedersächsischen Juristen- und Kaufmannsgeschlechts, das, ab 1742 als „von Cramer“ nobilitiert, um 1815 erlosch.

## Herkunft und Nobilitierung
Vertreter dieser Familie finden sich seit dem 17. Jahrhundert in Hildesheim, Königslutter, Hannover und Braunschweig. Mit dem Juristen Johann Ludwig von Cramer wurde die Familie am 10. Januar 1742 nobilitiert und als „von Cramer“ tituliert. Allerdings erlosch dieses Adelsgeschlecht im Mannesstamm bereits mit Hennig Wilhelm Anthon von Cramer (1750–1815), obschon Mitglieder der Familie in das kurhannoverische Staatspatriziat eingeheiratet hatten und zahlreiche Nachkommen der Familien von Alten, Bonhorst, von Freyenhagen, von Ramdohr und Rühling von Rosenfeld von ihnen abstammen.

## Wappen
In blauem Schildeshaupt ein goldener Löwe, eine goldene Eichel haltend. Im roten Schildesfuß ein goldener Eichenzweig.

## Stammliste
- Christian Kramer, Handelsmann und Seidenkramer in Braunschweig[1]
  - Maria Kramer; ⚭ 1670 Kanzleisekretär und Seidenhändler Heinrich Heldberg (* 28. April 1608 in Uelzen; † 19. Mai 1678 in Celle)[2]
- Henning Cramer; ⚭ N.N. Lachmund
  - Caspar Cramer († 1664), Seidenhändler in Hildesheim
    - Henning Cramer, auch Krahmer (* 1653 Hildesheim; † 30. April 1726 in Hannover, beigesetzt im Erbbegräbnis der Aegidienkirche am 1. Mai 1726), Bürger, Kaufmann und Handelsherr zu Hannover; 
 ⚭ (1) am 25. September 1688 in Hannover mit Anna Margarethe Berkenkampff († 23. November 1705)[3] 
 ⚭ (2) am 25. November 1707 mit Catharina Margarethe Udenius[4][5]
      - Sophia Charlotta Cramer (* 14. März 1691; † 1719); ⚭ 4. Dezember 1709 Georg Ernst von Alten (* 12. Juni 1689; † 4. April 1731)[6]
        - Henning Ludwig von Alten (1711–1775 Großgoltern); ⚭ Elisabeth von Münchhausen (* 1726)[7]
        - Georg Friedrich von Alten (1718 in Großgoltern – 1775 ebenda), kurhannoverscher Hauptmann
        - Karl Christian von Alten (1722 in Großgoltern – 1769 in Stolzenau), kurhannoverscher Oberstleutnant

      - Margaretha Elisabeth Cramer (* 1690; † 20. Juni 1735[8]); ⚭ mit Johann August Bonhorst (Lehnsherr zu Günthersleben[9], Sohn des Heinrich Christoph Bonhorst)[10]; 10 Kinder.
        - Charlotte Louise Bonhorst (* 31. März 1717 Königslutter (Paten u. a.: Sophia Charlotta v. Alten geb. Cramer; Charlotte Louise Bonhorst geb. Krüger); † 15. März 1770 Wickensen); ⚭ August Phil. Freyenhagen (* 1707 Sommerschenburg; † 1762 Wickensen)
          - August Wilhelm Freyenhagen von Rosenstern (1747–1817)[11]

        - Ernst August Bonhorst (1719–1720 Königslutter)
        - Siegfried August Bonhorst (* 11. September 1721)
        - Eleonora Philippina Amalia Bonhorst (* 23. Januar 1726 Königslutter, Paten: Eleonore Philippine Krahmer als Witwe des Hofrats Rüling; August Friedrich Krahmer und Johann Ludewig Cramer). Sie starb in Königslutter.
        - Henriette Friederica Caroline Bonhorst (* 5. Mai 1727, Paten: Doktorin Bötticher[12] aus Helmstedt, Hofrätin Rüling und Amtmann Schilden aus Wustrau)
        - Clara Lovisa Wilhelmina Bonhorst (* 18. Oktober 1728, Paten: Clara Ilsa von Hohnrotten; Hofrätin Kleemann aus Berlin; Frau Ramdohr aus Hannover)
        - Ernestina Charlotta Lovisa Bonhorst (* 26. August 1730 Königslutter)
        - Sophia Helena Margaretha und Dorothea Wilhelmina Bonhorst (* 6. August 1732 Königslutter, Zwillinge)
        - Wilhelm Friedrich Ludwig Bonhorst (* 9. Mai 1735 Königslutter); Paten: Oberappellationsrat Leyser[13] aus Celle; der Rat von Ramdohr und der Gerichtsassessor Cramer, beide aus Hannover

      - Eleonora Philippine Cramer (lebt 1726); ⚭ 1717 Johann Ernst Rüling (Rühling), Hofrat in Hannover († vor 1726)
        - (?) Johann Ernst von Rüling, hzgl.-braunschweig. Rat und Hofgerichtsassessor, 1763 geadelt
        - (?) Ernst August Rüling, Hofgerichtsassessor, Oberappellationsrat zu Hannover (* um 1725; 1775 und 1781 in Pyrmont); ⚭ mit Sophie Christine Strube
          - Georg Ernst von Rühling, kurhannoverischer Hof- und Kanzleirat, später Oberappellationsrat[14]

      - August Friedrich Krahmer, lebt 1742 in Hannover
      - Johann Ludwig von Cramer (* um 1707 in Hannover), im Oktober 1721 Gesuch um Anstellung, und Mai 1735 Hofgerichtsassessor in Hannover, geadelt am 10. Januar 1742, im Oktober 1742 Amtsrat in Hannover
        - N.N. Cramer, ⚭ wohl mit Landrat N.N. von Ramdohr[15]
        - N.N. von Cramer, ⚭ wohl mit Cousin General von Ramdohr
        - Sara von Cramer, ⚭ wohl mit N.N. von Berger in Kopenhagen

      - Helene Luise von Cramer (* 1703 Hannover; † 5. Januar 1793 Celle[16]); ⚭ 27. September 1721[17] in Hannover mit Georg Wilhelm von Ramdohr (* 30. Januar 1693 Celle; † 14. Juni 1755 Drübber)
        - Sara Margarethe von Ramdohr (1722–1780), ⚭ 21. September 1751 in Dörverden[18] mit Johann Just von Berger, dänischer Leibarzt
        - Alexander Andreas von Ramdohr (1724–1782), Land- und Schatzrat, ⚭ Johanna Georgine von Borries (Eltern des Basilius von Ramdohr)
        - Georg Wilhelm von Ramdohr (* 2. Mai[19], getauft 3. Mai 1726; † 25. Februar 1798), General, Inh. Rgt. Ramdohr; ⚭ mit N.N. Cramer
        - Augustus Arnold Heinrich von Ramdohr (getauft 1. September 1729)[20]

      - Wilhelm Heinrich Christoph von Cramer (* 6. Januar 1712; † 18. März 1793 Domäne Schlanstedt), Amtsrat und Drost[21] in Königslutter; ⚭ Catharina Margaretha Schrader (* 1716 Braunschweig; † 16. September 1764 Königslutter; Tochter des Braunschweiger Bürgermeisters Paul Schrader (1673–1729)[22] und der Catharina Margarethe von Kalm (1687–1746); hier nachstehend: Drostin)
        - Heinrich Bernhard von Cramer (* 25. Oktober 1742 Königslutter, Paten: Madame Cramer aus Hannover; Catharina Margarethe Cramer geb. Udenius; und Heinrich Bernhard Schrader von Schliestedt[23])
        - August Friedrich Cramer (* 25. Oktober 1742 Königslutter, Paten: die Großmutter, d. h. Frau Bürgermeister Schrader; August Friedrich Cramer aus Hannover, ältester Bruder des Amtsrats)
        - Eleonora Margaretha von Schrader (* 8. Oktober 1744 Königslutter, Paten: Eleonora Philippine Rüling geb. Cramer; Anna Margaretha Bielen geb. Schrader[24]; Hofgerichtsassessor (Johann Ludwig) von Cramer aus Hannover)
        - Louise Maria Friederica von Cramer (getauft 30. April 1746, Paten: Hofrätin von Ramdohr; Hofrätin von Liebhaber aus Hannover; Klosterrat Christoph Friedrich von Schrader (1712–1767), Bruder der Drostin); ⚭ 29. Mai 1778 in Königslutter mit dem calenbergischen Landsyndikus Johann Heinrich Meier
        - Friederika Regina Rosine von Cramer (* 31. Dezember 1747, Paten: Regina Dorothea von Schrader (1721–1779; Schwester der Drostin und Gattin des Justus Anton Julius von Kalm), Hofrätin von Schrader u. a.; † 14. Oktober 1766 in Königslutter)
        - Hennig Wilhelm Anthon von Cramer (* 30. April 1750 Königslutter, Paten: Hofrat von Ramdohr aus Hannover; Hauptmann Justus Anton Julius von Kalm), mit ihm erlischt († 16. August 1815 in Braunschweig) die gesamte männliche Deszendenz der Familie von Cramer
        - Carl Friedrich Paul von Cramer (* 19. Juli 1755 Königslutter, Paten: Klosterrätin Schrader (d. h. Charlotte Henriette geb. Denecke, † 1759, die Schwägerin der Drostin) aus Wolfenbüttel; August Friedrich Cramer aus Hannover; Geheimsekretär Paul August von Schrader aus Braunschweig[25], ein Bruder der Drostin)

## Widerspruch zu etablierten Angaben
Im Werk Gothaisches Genealogisches Taschenbuch des Briefadels und zahlreichen weiteren Quellen wird als Gattin des Georg Wilhelm von Ramdohr (* 1693) zumeist eine bis auf Eheschließung, Sterbeort und -datum nicht näher identifizierte Helene Luise Cramer von Clausbruch angegeben, was den detaillierten Informationen in den hier zitierten Quellen eindeutig zuwiderspricht.